# Expediteur
Een expediteur (verouderd: boderijder) is een organisator van het verzenden van goederen. De expediteur zorgt voor de organisatie van en het vervoer van goederen tussen twee plaatsen, de afhandeling van administratieve formaliteiten (onder andere het aanvragen van de nodige vergunningen, prijsaanvragen en prijsvergelijkingen), het onderhandelen van prijzen en het boeken van ladingen bij rederijen, opslag van goederen, groepage van kleine aantallen goederen, het vervullen van douaneformaliteiten en de coördinatie tussen betrokken partijen.
De expediteur is het tussenstation tussen de verlader (verzender) en de transporteur (bijv. rederij of luchtvaartmaatschappij). Een expeditiebedrijf bevindt zich vaak in de "tertiaire sector".
Binnen de expeditiewereld zijn diverse specialismen ontstaan:
- Een groot deel van de expeditiebedrijven richt zich op het transport over land (met name wegvervoer, ook railvervoer)
- Zeehavenexpediteurs boeken containers bij cargadoors en coördineren het voor- en natransport over land
- Luchtvrachtexpediteurs treden op als agent van luchtvaartmaatschappijen bij het boeken van luchtvracht
- Douane-expediteurs verzorgen de in- en uitvoerdocumenten en voldoen namens de klant de invoerrechten bij de douane.

In de functies zit een overlap: de expediteurs die internationale transporten organiseren treden veelal ook op als douane-expediteur.
De belangenorganisatie van expediteurs in Nederland is FENEX, in België C.E.B. (Confederatie der Expediteurs van België).